# Ein feste Burg ist unser Gott

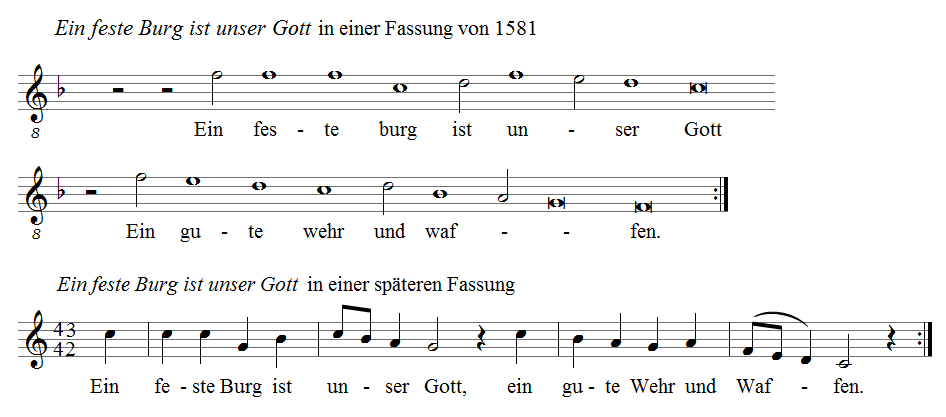
Ноты хорала

Ein feste Burg ist unser Gott (с нем. — «Господь наш — твердыня») — евангельский гимн, написанный Мартином Лютером в 1529 году на основе 45-го псалма (Бог нам прибежище и сила). В песенном сборнике Evangelisches Gesangbuch — EG 362.
Существует несколько стихотворных переводов этого гимна на русский язык. В баптистских сборниках (Песнь Возрождения) принята версия «Твердыня наша — вечный Бог», в лютеранских (например, «зелёный» ЕЛЦИ) — «Господь — наш меч, оплот и щит». Существуют и другие (церковные и светские) переводы.

## Версия А

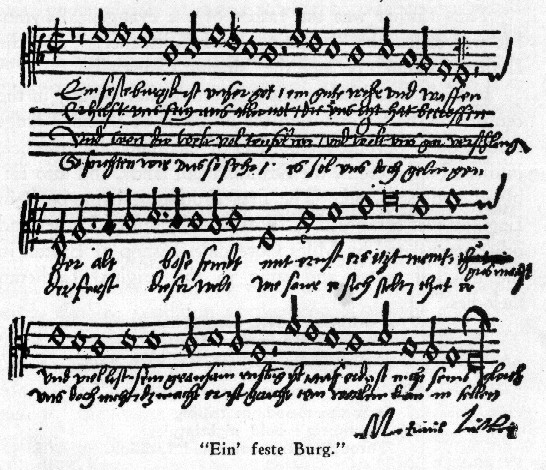
Автограф Ein’ feste Burg

Твердыня наша — вечный Бог,

Он — сила и защита.

Из бед Он выйти нам помог,

В Нём наша жизнь сокрыта!

Наш древний враг не спит,

Нам гибелью грозит;

Он — древний, хитрый змей

Спешит губить людей,

Он мира князь жестокий.

От века грозного врага

Не одолеем сами,

Один лишь может, без труда,

Сковать его цепями.

Кто Он? — звучит вопрос.

Господь Иисус Христос!

Он был, есть и грядёт,

Он Тот же в род и род -

Всесильный Победитель.

Когда враги голодным львам

Нас кинут на съеденье,

Господень Ангел будет там,

Подаст нам избавленье.

Князь тьмы рычит, как лев,

Его ужасен гнев,

Пожрать нас хочет он,

Но сам он обречён

На вечную погибель.

Господне Слово устоит,

Господь пребудет с нами.

Он нас поддержит, укрепит

Духовными дарами.

Пусть нас лишат враги

Свободы и семьи,

Их на кривых путях

Ждут беды, смерть и мрак,

А нам Господь даст царство.

## Версия Б
«Зелёный» сборник ЕЛЦИ, № 62
Господь — наш меч, оплот и щит,

И крепкая твердыня;

Он всюду в бедствиях хранит

Своею благостыней.

Наш древний лютый враг

Тревожит нас, что шаг,

Коварной злобой он

На всех нас ополчён,

Господь — защита наша!

Своей нам силой в трудный час

Не устоять в напасти.

Мы побеждаем всякий раз

Лишь силой Божьей власти.

Но кто ж ведёт нас в бой?

Господь, Спаситель мой,

Бог силы — Саваоф.

Лишь во Христе наш кров

И в Нём победа наша.

Будь вражьих сил земля полна,

Их ярость нас не сгубит,

И не поглотит нас она,

Пока Господь нас любит.

Хоть стрелы сатаны

На нас обращены,

Но нам не грозен он,

Над ним уж суд свершён,

Свершён единым словом!

Нет в мире крепче ничего,

Чем сила Божья слова.

Как злобе одолеть его

Оно всему основа.

И если сатана

Нам принесёт урон,

Похитив жизнь и честь,

Ему мзды не обресть,

Ведь с нами Божье царство.

## Версия В
Гусли, № 229; Песнь Возрождения, № 584

(1-й куплет)
Господь — наш щит и упованье,

Твердыня наша и скала;

Он дал нам мир и оправданье,

Он избавляет нас от зла.

Здесь в мире часто враг исконный

Покой душевный нам мутит:

Как лев свирепый, разъярённый,

Он жаждет всех нас поглотить.